# MVS Medizinverlage Stuttgart

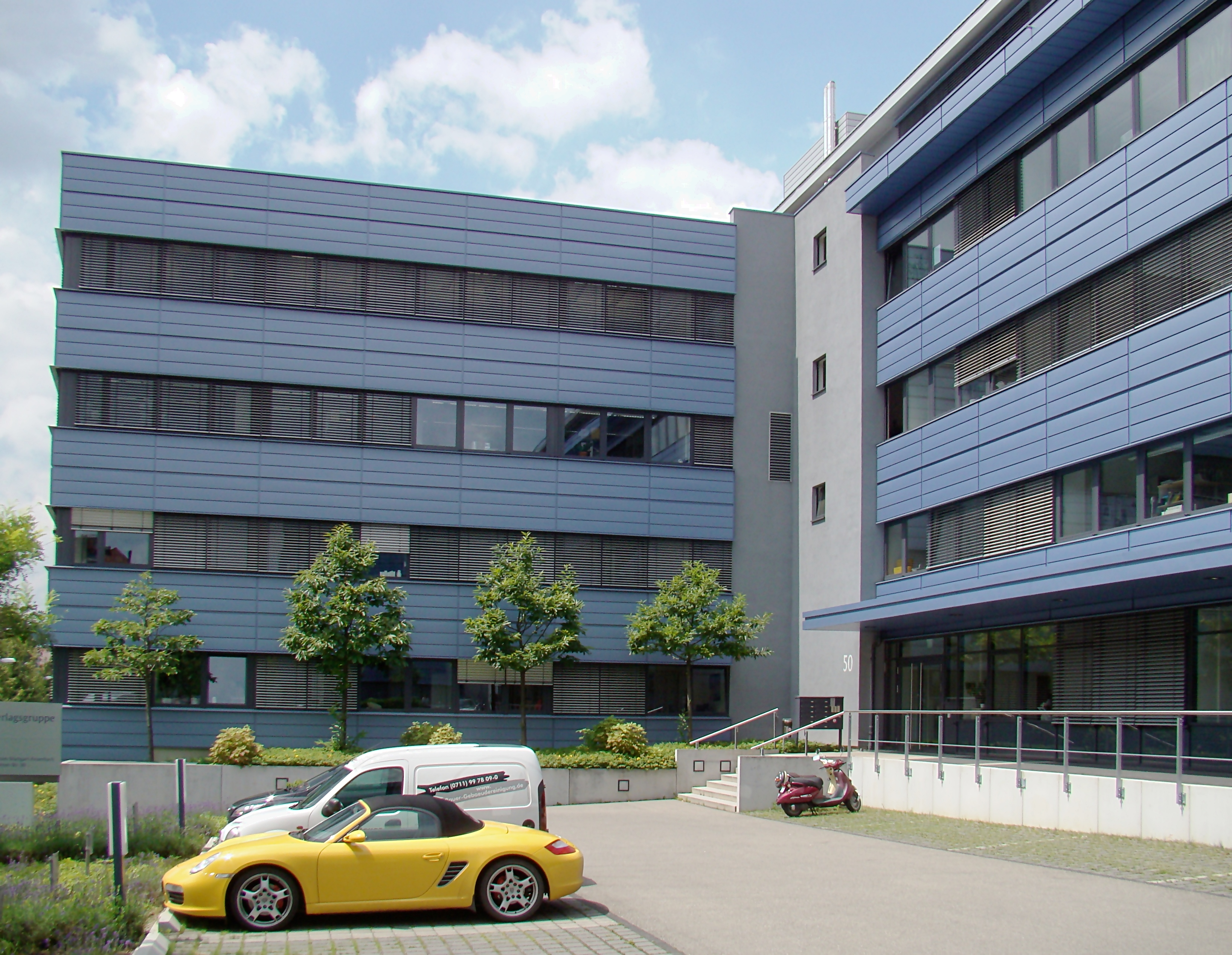
Das zweite Gebäude der Thieme Gruppe in Stuttgart, unter anderem Sitz der MVS

Die MVS Medizinverlage Stuttgart GmbH & Co. KG mit Sitz in Stuttgart-Feuerbach sind ein Teil der Thieme Gruppe. Sie sind ein Verbund aus mehreren Verlagen aus den Bereichen Gesundheit, Medizin und Tiermedizin mit insgesamt über 50 Mitarbeitern. Geschäftsführer sind Thomas Scherb und Albrecht Hauff.

## Programm
Das Buchprogramm umfasst 1500 lieferbare Buchtitel; dazu gehören auch zahlreiche E-Books. Darüber hinaus erscheinen 20 Fachzeitschriften und die Patientenzeitschrift Signal. Des Weiteren werden Seminare und Kongresse zu Medizin, Naturheilverfahren, Veterinärmedizin und Hebammenarbeit durchgeführt.

## Verlage

Die Logos der Verlage

Die einzelnen Verlage waren früher, mit Ausnahme von TRIAS, selbstständige Unternehmen, werden aber inzwischen unter dem einzigen Firmendach der MVS Medizinverlage Stuttgart als Imprint-Verlage geführt.
- Der Ferdinand Enke Verlag wurde 1837 in Erlangen von Ferdinand Enke (1810–1869) gegründet. Seit 1874 ist der Unternehmenssitz in Stuttgart; 1975 erwarb die Georg Thieme Verlag KG eine mehrheitliche Beteiligung. Früher hatte der Verlag ein weit gefächertes Programm mit den Themen Humanmedizin, Veterinärmedizin, Naturwissenschaften (besonders Chemie und Geologie) und Soziologie bis hin zum Brauereiwesen. Das heutige Verlagsprogramm konzentriert sich auf die Veterinärmedizin.
- Der 1903 gegründete Haug Verlag gliederte sich schon vor der Übernahme durch die Thieme Verlagsgruppe 1999 in die beiden Bereich Haug Fachbuch und Haug Sachbuch. Das Buchangebot von rund 400 Titeln deckt die naturheilkundlichen Wissensgebiete ab, mit einem besonderen Schwerpunkt auf der Homöopathie.[1] Haug Fachbuch wendet sich an Berufstätige in den Naturheilverfahren, Haug Sachbuch an das breite Publikum.
- Der Hippokrates Verlag wurde 1980 in die Thieme Verlagsgruppe eingegliedert. Er wurde 1925 von Robert Bosch gegründet und wandte sich an alle Berufsgruppen, die sich in der Aus- und Fortbildung mit Naturheilverfahren, Akupunktur und Homöopathie sowie Manuelle Medizin und Osteopathie beschäftigen. Heute werden in diesem Imprint jedoch Fachbücher, Zeitschriften und Broschüren für Hebammen vertrieben.
- Der Parey Verlag entstand 1848 und wurde 1877 von Paul Parey erworben. 1994 erfolgt die Ausgliederung des Paul Parey Buchverlages in den Blackwell-Wissenschafts-Verlag, Berlin (heute Wiley-Blackwell). 2003 übernahmen die MVS Medizinverlage Stuttgart das veterinärmedizinische Buchprogramm des Blackwell Verlages.[2] Das heutige Parey-Buchprogramm umfasst rund 75 Buchtitel aus dem Bereich Veterinärmedizin. Außerhalb der MVS Medizinverlage Stuttgart verblieb der Paul Parey Zeitschriftenverlag mit Sitz in Singhofen.
- Der Sonntag Verlag richtet sich mit Büchern und Zeitschriften für Homöopathie und Naturheilverfahren insbesondere an Heilpraktiker. Er pflegt außerdem das marktführende Programm für ganzheitliche Tierheilkunde.
- TRIAS ist ein 1989 bei Thieme gegründeter Imprint-Verlag. Er hatte den Zweck, die zuvor in den drei Verlagen Thieme, Enke und Hippokrates verteilten Aktivitäten rund um Sachbücher und Ratgeber zu bündeln. Das Programm umfasst mehr als 400 lieferbare Titel rund um die Themen Gesundheit und Ernährung, die sich an das breite Publikum richten.

## Fachzeitschriften
Innerhalb der MVS Medizinverlage Stuttgart erscheinen folgende Fachzeitschriften:
- AHZ Allgemeine Homöopathische Zeitung (Haug, seit 1832)
- B&G Bewegungstherapie und Gesundheitssport (Hippokrates)
- Deutsche Heilpraktiker Zeitschrift (Sonntag)
- Deutsche Zeitschrift für Onkologie
- Die Hebamme (Hippokrates)
- DO – Deutsche Zeitschrift für Osteopathie (Hippokrates)
- Erfahrungsheilkunde (Haug)
- Ernährung & Medizin (Hippokrates)
- kleintier konkret (Enke)
- OM Zeitschrift für Orthomolekulare Medizin (Hippokrates)
- pferde spiegel (Enke)
- team.konkret
- Tierarzthelferin konkret (Enke)
- veterinär spiegel (Enke, seit 1991)
- ZKH Zeitschrift für Klassische Homöopathie (Haug)
- zkm Zeitschrift für Komplementärmedizin (Hippokrates, seit 2009)
- Zeitschrift für Ganzheitliche Tiermedizin (Sonntag)
- Zeitschrift für Phytotherapie (Haug)